# Sơn Lộc, Can Lộc
Sơn Lộc là một xã thuộc huyện Can Lộc, tỉnh Hà Tĩnh, Việt Nam.
Xã Sơn Lộc có diện tích 13,54 km², dân số năm 1999 là 7220 người, mật độ dân số đạt 533 người/km².
Sơn lộc gồm 13 xóm từ xóm 1 đến xóm 13 phía Đông nam giáp xã Thạch ngọc, phía bắc giáp xã Mỹ lộc, phía Tây giáp Hương khê, phía Bắc giáp với xã Xuyên việt.
Trụ Sở: thôn Khánh Sơn
- Điện Thoại: 0393.840.244
Chủ tịch, các phó chủ tịch UBND:
- Trần Văn Nam – Chủ tịch;                                           
- Số ĐT: 0977.634.909